# Pontificio Consejo para la Pastoral de los Agentes Sanitarios
El Pontificio Consejo para la Pastoral de los Agentes Sanitarios (en latín Pontificium consilium de apostolatu pro valetudinis administris), en ocasiones llamado Pontificio Consejo para la Pastoral de la Salud, fue un dicasterio de la Curia romana, que funcionó entre 1985 y 2017. Sus competencias acabarían siendo asumidas por el Dicasterio para el Servicio del Desarrollo Humano Integral, creado por el papa Francisco. 

## Historia
El 11 de febrero de 1985 el Papa Juan Pablo II con el motu proprio Dolentium hominum instituyó la "Pontificia Comisión para la Pastoral de los Trabajadores de la Salud" ( Pontificia commissio de apostolatu pro valetudinis administris ). Tres años más tarde, con la reforma de la Curia Romana (constitución apostólica Pastor Bonus, de 28 de junio de 1988 ), la comisión dio paso al "Consejo Pontificio para la Pastoral de los Agentes Sanitarios", consiguiendo la autonomía que la constitución apostólica otorga a todos los dicasterios.
El 13 de mayo de 1992, mediante una carta apostólica, Juan Pablo II instituyó la “Jornada Mundial del Enfermo”; inicialmente se celebraba cada año en diferentes lugares.  Benedicto XVI estableció en 2007 que se celebrarse internacionalmente en un lugar determinado cada tres años; así se hizo en 2007 en Seúl, en 2010 en Roma, en 2013 en Altötting en Alemania, 2016 en Nazaret: los años intermedios la celebración tiene lugar localmente.
A partir de 1994, por mandato de Juan Pablo II, la Academia Pontificia para la Vida quedó vinculada al Consejo Pontificio para funcionar en estrecha relación.
En 2004, el Pontificio Consejo se encargó de la "Fundación el Buen Samaritano", creada por Juan Pablo II "para ayudar económicamente a los pacientes más pobres y, en particular, a las personas afectadas por el VIH-SIDA, la malaria y la tuberculosis". 
Con el motu proprio Humanam progressionem del 17 de agosto de 2016, el Papa Francisco instituyó Dicasterio para el Servicio del Desarrollo Humano Integral que, desde el 1 de enero de 2017, asumió entre otros cometidos los de este Consejo Pontificio que quedó suprimido. 

## Competencias y estructura
Según el Pastor Bonus, el objetivo principal del Consejo Pontificio para la Pastoral de los Agentes Sanitarios era manifestar "la preocupación de la Iglesia por los enfermos, ayudando a quienes realizan el servicio a los enfermos y a los que sufren, para que el apostolado de la misericordia a quienes atienden responda cada vez mejor a las nuevas necesidades. " 
La misma constitución apostólica hizo explícitas las tareas de este consejo pontificio:

Artículo 153:
§ 1. Corresponde al Consejo dar a conocer la doctrina de la Iglesia sobre los aspectos espirituales y morales de la enfermedad y el significado del dolor humano.
§ 2. Ofrece su colaboración a las Iglesias locales, para que los trabajadores de la salud puedan recibir asistencia espiritual en el ejercicio de su actividad según la doctrina cristiana, y para que a los que ejercen la labor pastoral en este sector no les falten las ayudas adecuadas para llevarla a cabo. fuera de su trabajo.
§ 3. Favorece la actividad teórica y práctica que tanto las organizaciones católicas internacionales como otras instituciones realizan en este campo de diversas maneras.
§ 4. Sigue atentamente las novedades en los campos legislativo y científico en materia de salud, con el fin principal de que sean debidamente tenidas en cuenta en la labor pastoral de la Iglesia.
Pastor Bonus, art. 153.

La dirección del Consejo Pontificio estaba encomendada a un presidente, asistido por un secretario y un subsecretario, todos ellos por nombramiento pontificio y con una duración de cinco años. El Consejo Pontificio, en el momento en que fue sustituido por el Dicasterio para el Servicio del Desarrollo Humano Integral, estaba compuesto por 36 miembros, en representación de los diversos departamentos de la Curia Romana y de las instituciones sanitarias religiosas, y 50 consultores.
Entre las principales iniciativas del Pontificio Consejo para la Pastoral de los Agentes Sanitarios se encuentran: la publicación de la revista Dolentium Hominum; la celebración anual de una conferencia en el Vaticano sobre los temas de la enfermedad y de su tratamiento; la organización de la Jornada Mundial del Enfermo ; la catalogación de los centros de salud de propiedad de la Iglesia o de aquellos en los que  la Iglesia realiza su labor.

## Cargos desde su institución

### Presidentes
- Cardenal Eduardo Francisco Pironio † (16 de febrero de 1985 - 1 de marzo de 1989 renunció)
  - propresidente: Arzobispo Fiorenzo Angelini † (16 de febrero de 1985 - 1 de marzo de 1989)
- Cardenal Fiorenzo Angelini † (1 de marzo de 1989 - 31 de diciembre de 1996 jubilado)
- Cardenal Javier Lozano Barragán † (7 de enero de 1997 - 18 de abril de 2009 jubilado)
- Arzobispo Zygmunt Zimowski † (18 de abril de 2009 - 12 de julio de 2016  falleció)

### Secretarios
- Obispo José Luis Redrado Marchite, OH (5 de diciembre de 1998 - 14 de julio de 2011 jubilado)
- Presbítero Jean-Marie Mate Musivi Mupendawatu (14 de julio de 2011 - 1 de enero de 2017 )

### Subsecretarios
- Presbítero Felice Ruffini, MI ( 1985 - 2009 renunció)
- Monseñor Jean-Marie Mate Musivi Mupendawatu (1 de septiembre de 2009 - 14 de julio de 2011 nombrado secretario del mismo dicasterio)
- Presbítero Augusto Chendi, MI (14 de julio de 2011 - 1 de enero de 2017 )